# Ctenopharynx intermedius
Ctenopharynx intermedius es una especie de peces de la familia Cichlidae en el orden Perciformes.

## Morfología
Los machos pueden llegar alcanzar los 21 cm de longitud total y las hembras 16.

## Alimentación
Come plancton.

## Hábitat
Es una especie de clima tropical que vive entre 3-60 m de profundidad.

## Distribución geográfica
Se encuentran en África: sur del lago Malawi y río Shire.